# Parque Zoológico del Centenario
El Parque Zoológico del Centenario, conocido coloquialmente como El Centenario, es el zoológico más importante de la ciudad de Mérida, Yucatán, México. Se localiza al poniente de dicha ciudad, sobre la Avenida de los Itzaes y las calles 59, 84 y 65. Se fundó en el año de 1910, con motivo del centésimo aniversario de la independencia de México, de donde deriva su nombre. Fue creado con la finalidad de que la ciudad contara con un parque recreativo. Originalmente funcionó como un jardín botánico. En 1962 el parque fue objeto de una importante remodelación, ya que fue convertido en zoológico. Treinta años después se construyó un aviario. Este parque se encuentra bajo la jurisdicción del Ayuntamiento de Mérida.

## Áreas Temáticas del Centenario
El parque Centenario está dividido en dos secciones: en la primera sección se encuentra el jardín botánico, el área de juegos, el área de restaurantes, la fuente de la paz, la pérgola, el kiosco, el acuario, la torre educazoo y juegos mecánicos. También cuenta con un pequeño lago artificial, el servicio de trenecito y el Teleférico. 
La segunda sección corresponde al zoológico, el cual cuenta con un aviario de 2500 metros cuadrados de superficie, un herpetario de 200 metros cuadrados, una zona de primates al aire libre de 400 m² y una zona de mamíferos.

## Juegos Mecánicos y Atracciones
El Centenario Cuenta con Algunos Juegos Mecánicos Especialmente
Dirigidos a los Niños, Estos son los que encontrarás:
- Centenario Trenecito: Tren que da Recorrido por el Perímetro del Parque Del Centenario Pasando por el Àrea de los Animales la Torre EducaZoo,

El área de juegos mecánicos, pasa por un túnel actualmente tematizado en una mina que cuenta con luces y efectos y regresa por la entrada principal.
- Teleférico: Aventura En Las Alturas: consta de varios carritos suspendidos que recorren el área de juegos mecánicos, el área de pícnic, pasa sobre el lago y luego regresa. El recorrido es de ida y vuelta ya que no cuenta con 2 estaciones como la mayoría de los teleféricos.
- Paseos En Barca: barcas equipadas con remos para pasear en el lago.
- Carritos: coches en miniatura que recorren un circuito similar a la Atracción Autopia de los Parques Disneyland.
- Cuatrimotos: Motos en Miniatura que recorren el mismo Circuito que recorren los Carritos.
- Bumper Boats: Atracción similar a los Carritos Chocones pero con Lanchas en lugar de Autos.
- Carrusel De Las Caricaturas: Carrusel que en lugar de Caballos tiene Icónicos Personajes de las Caricaturas como Tigger, Blue entre otros.
- Trampolines: 2 Trampolines para que los Niños Salten es Por Tiempo Limitado.
- Cars: Carritos en Miniatura de Rayo McQueen, Mack Ferrari y otros Personajes de Cars, giran en Círculos.
- Carros de Acción: Carritos con Muñecos de Minions, Spiderman y otros giran en Círculos.
- Gusanito: Pequeña Montaña Rusa en con el tren en Forma de Gusanito cuenta con Giros, Pequeñas Subidas y Caídas Cortas.
- Remolino De Taz: El Clásico Remolino de las Ferias de México, Inspirada en el personaje Taz de Los Looney Tunes es una Atracción Giratoria (Spinning Ride) que consiste en 8 Carritos que giran sobre su Propio eje, es el Juego Más Rápido y Extremo que hay en El Centenario.

## Galería

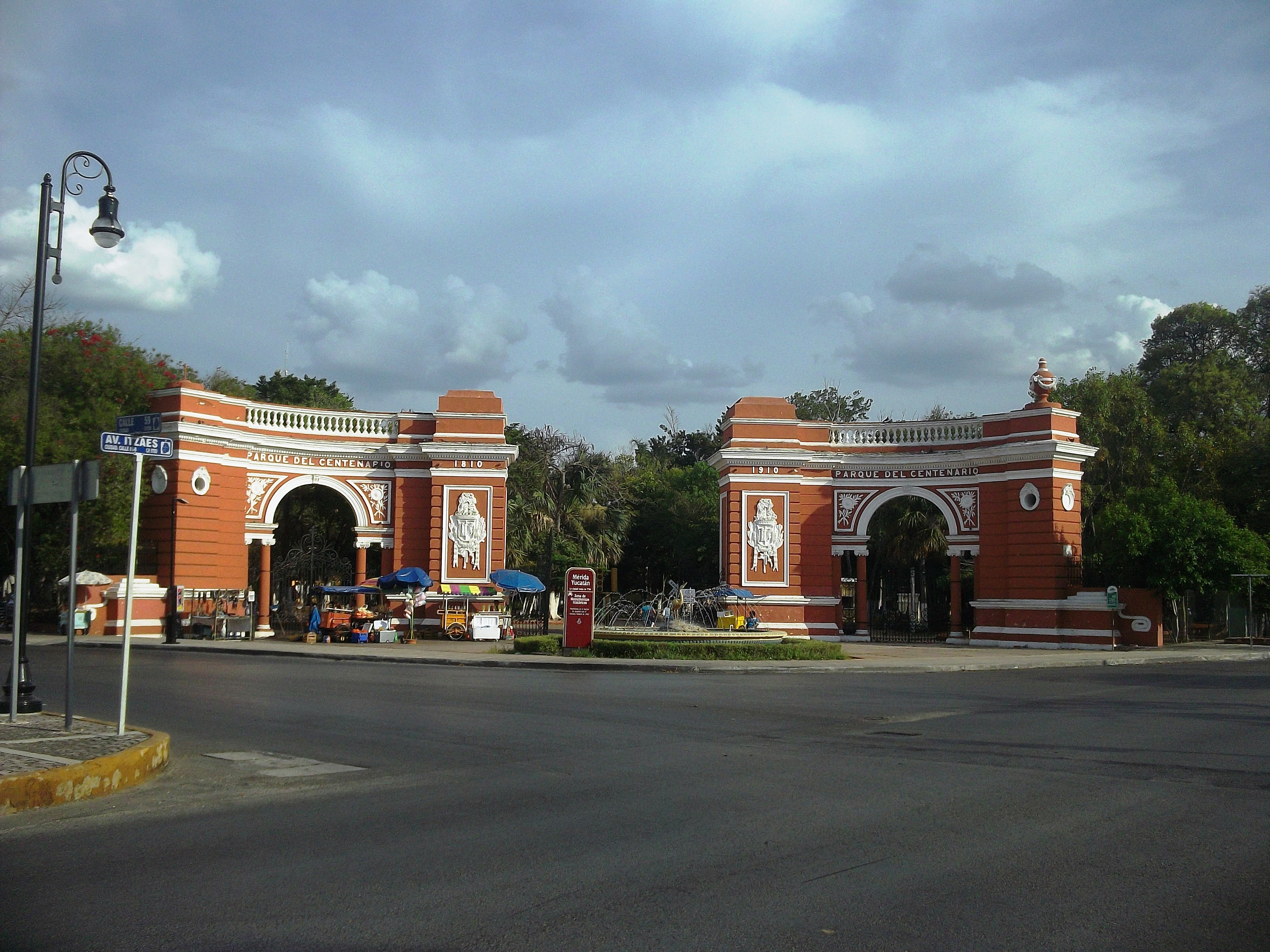
Entrada principal norponiente.
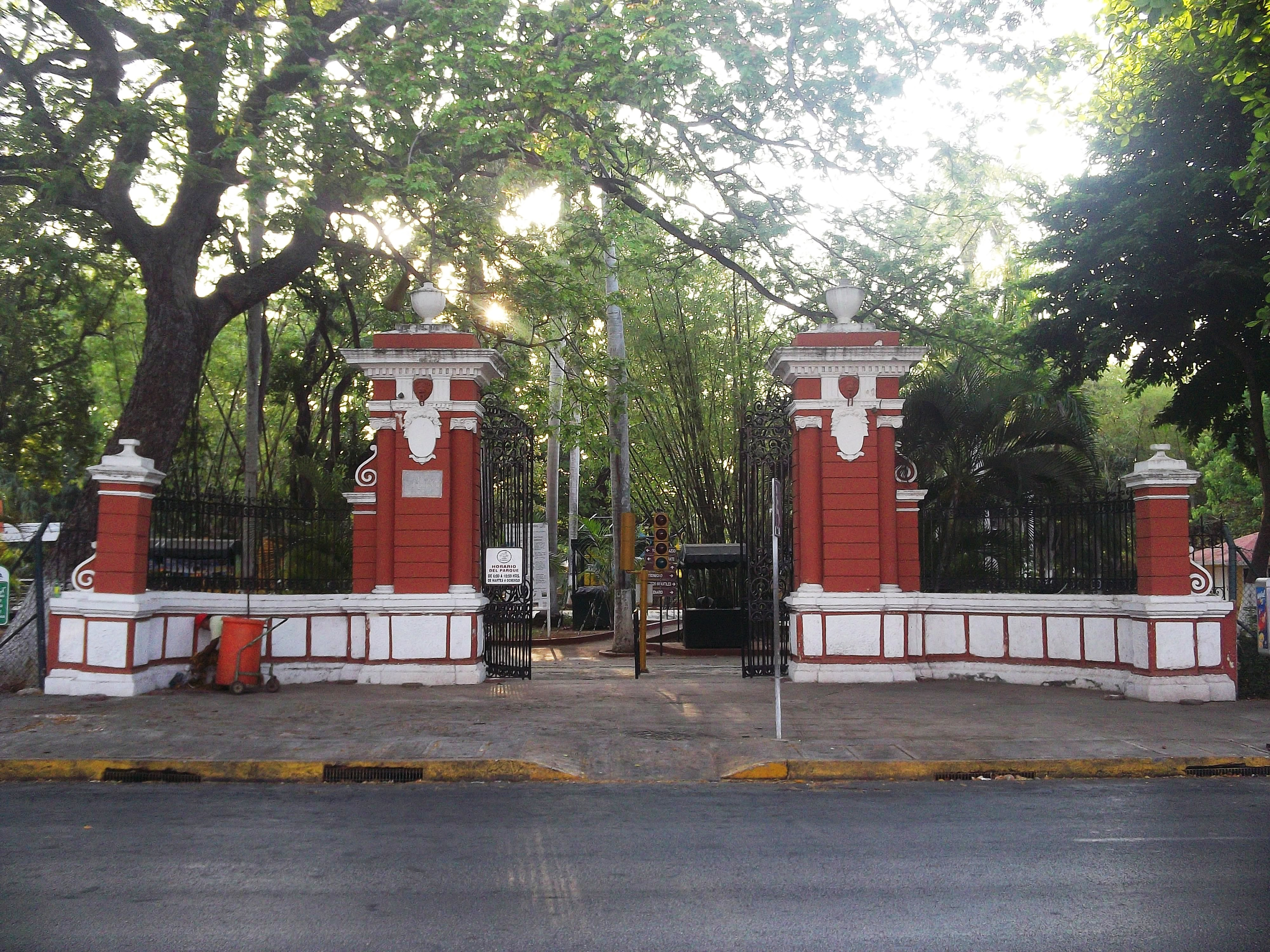
Entrada principal poniente.
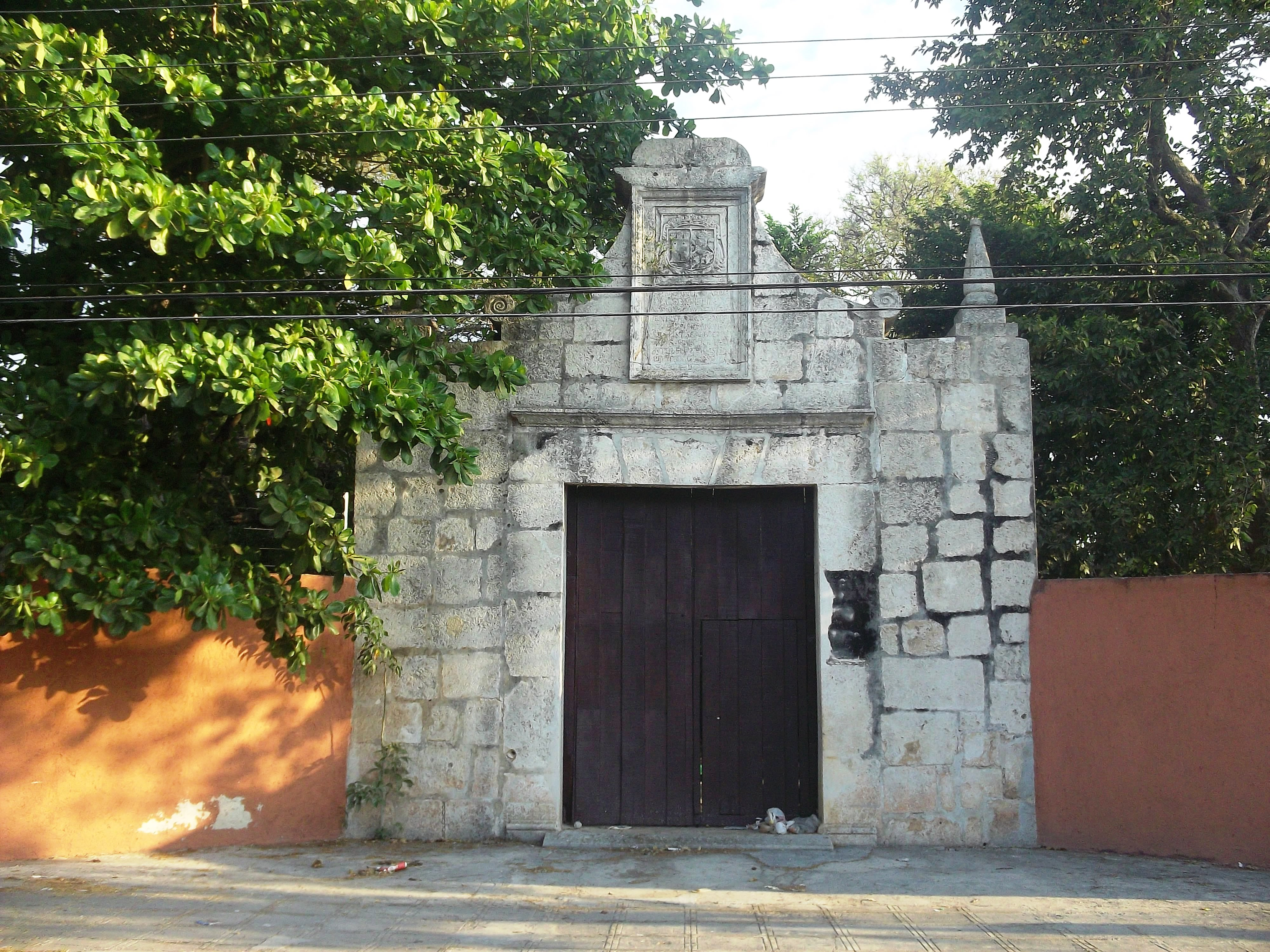
Entrada principal sur.
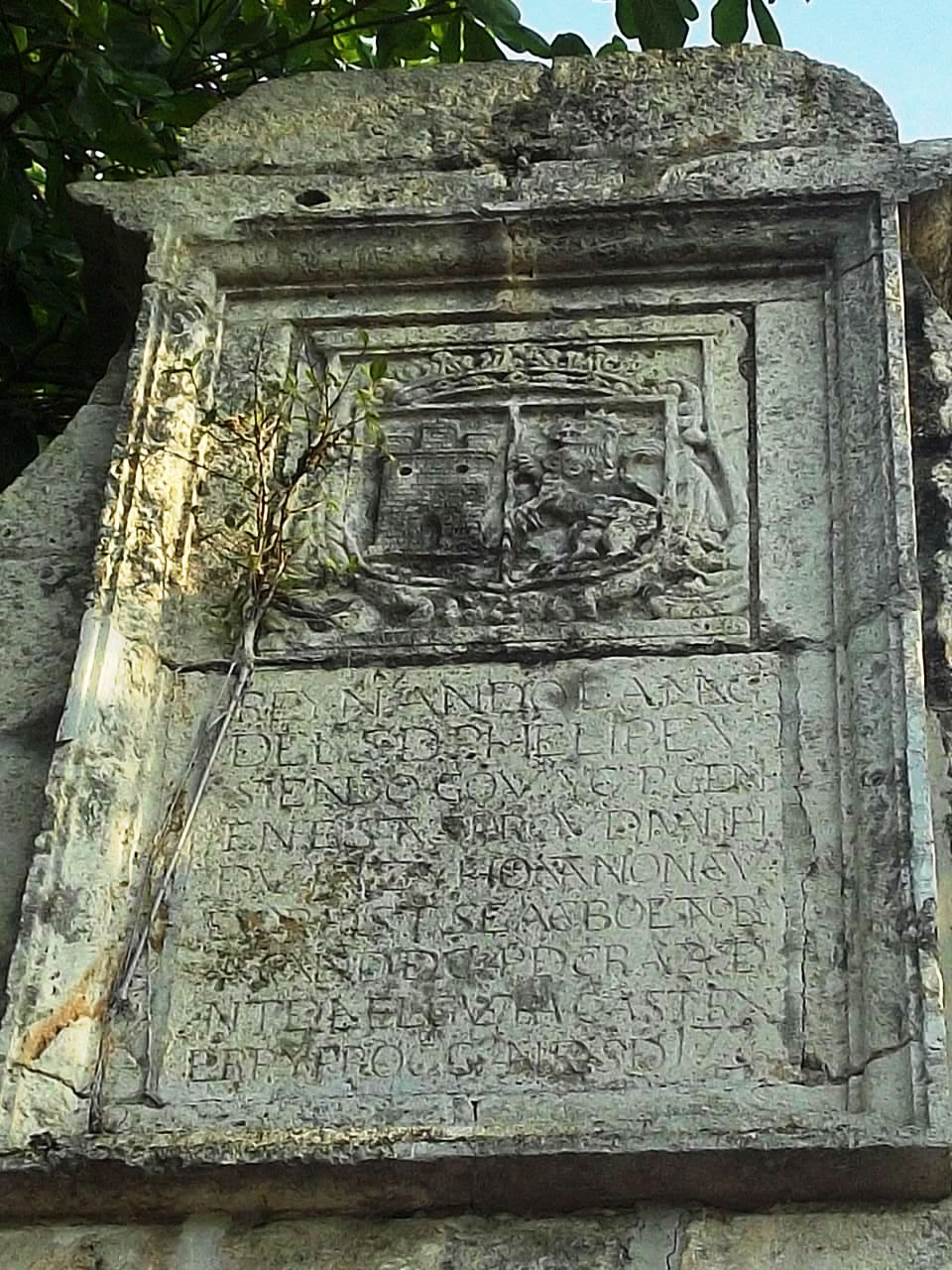
Detalle de la entrada principal sur.
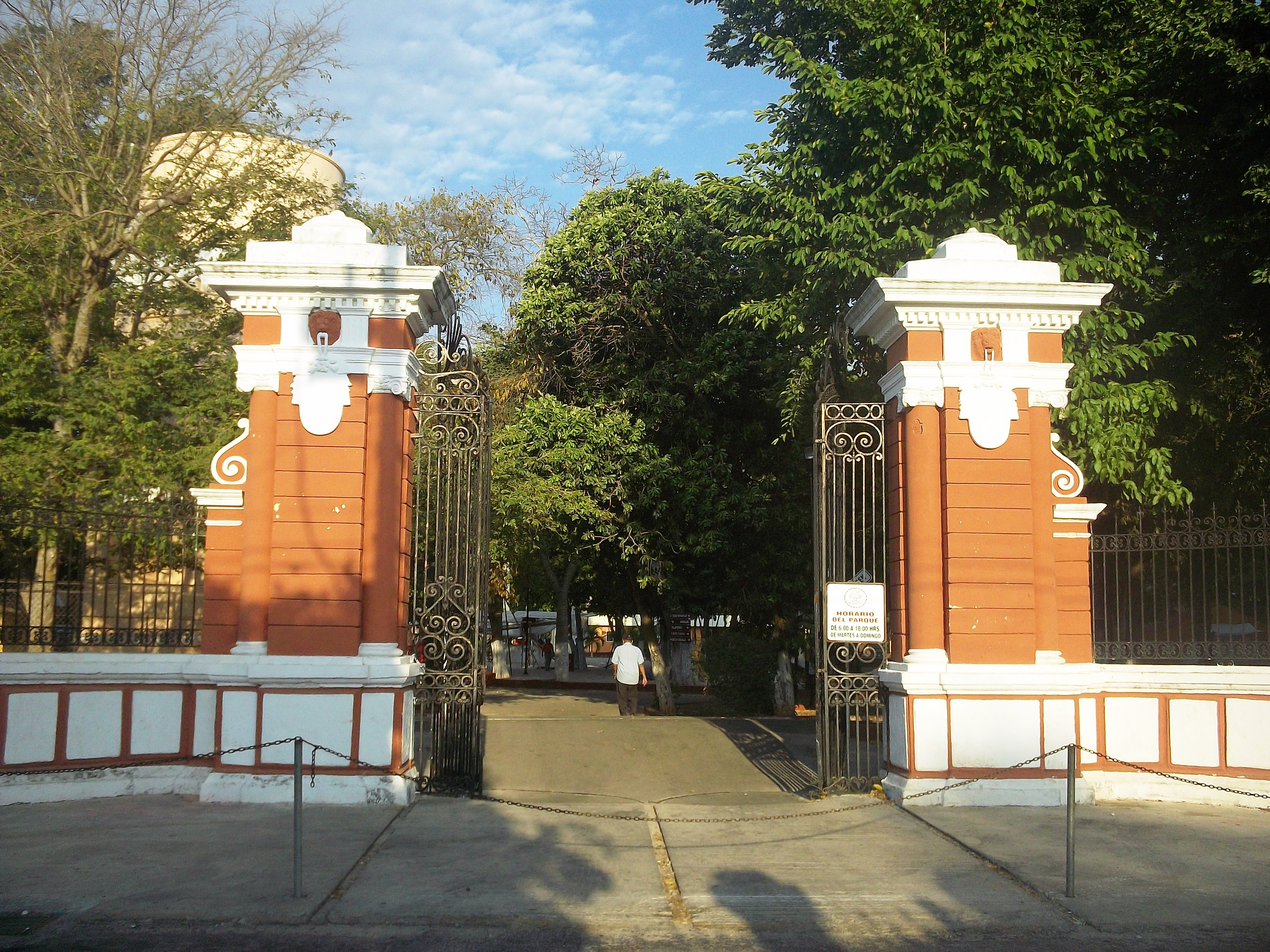
Entrada principal oriente.
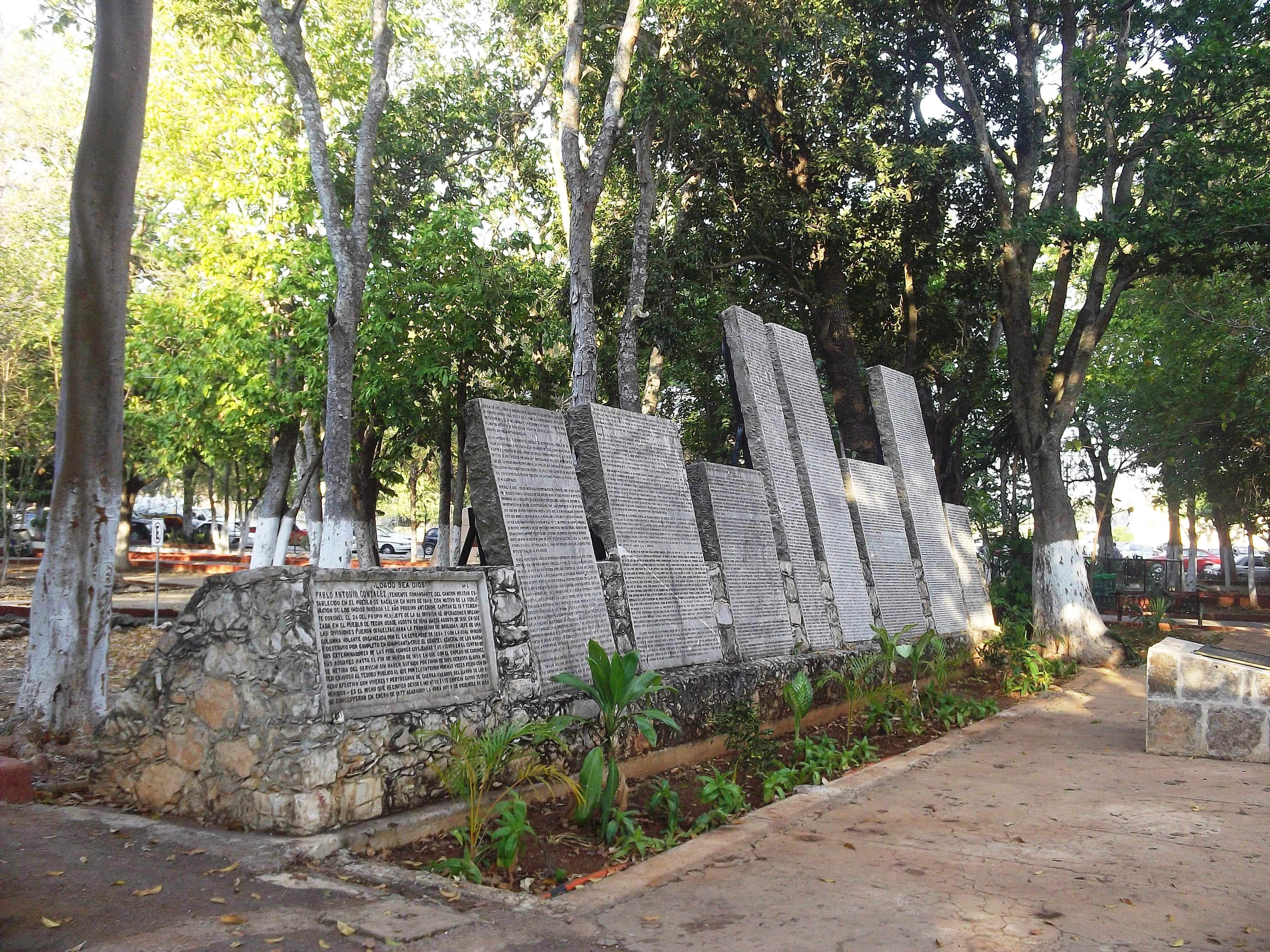
Piedras labradas en exhibición.
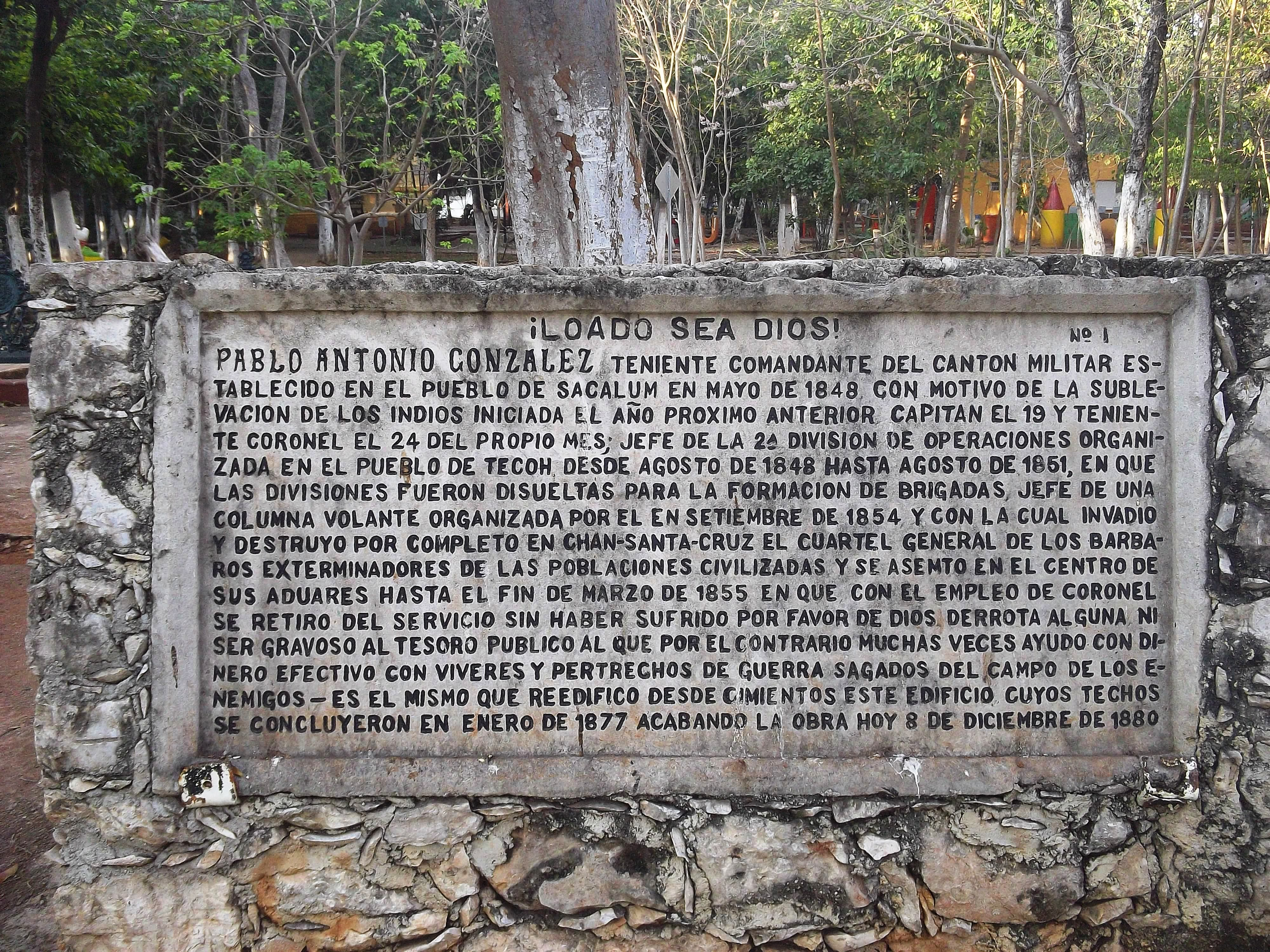
Detalle de piedra labrada en exhibición.
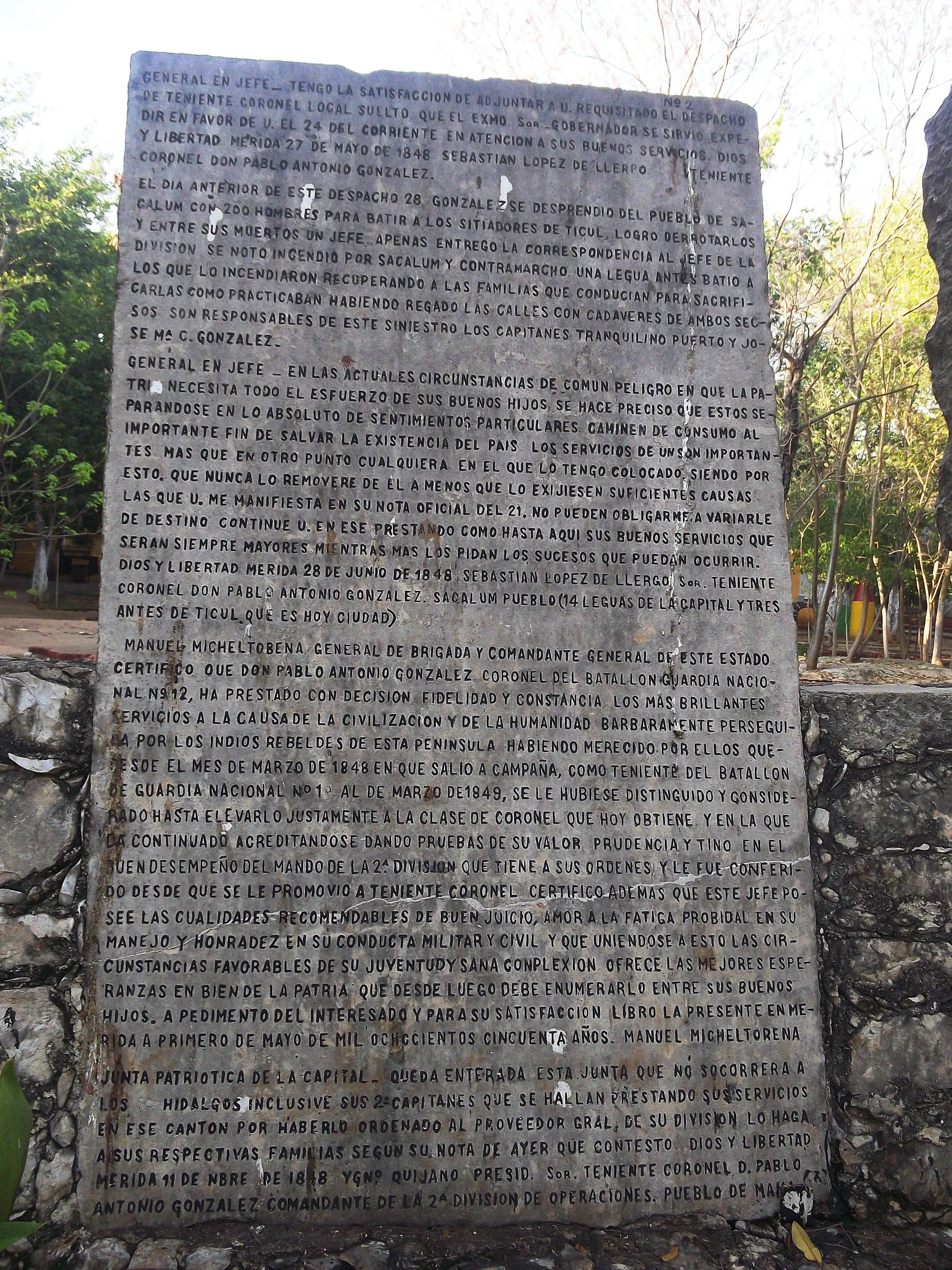
Detalle de piedra labrada en exhibición.
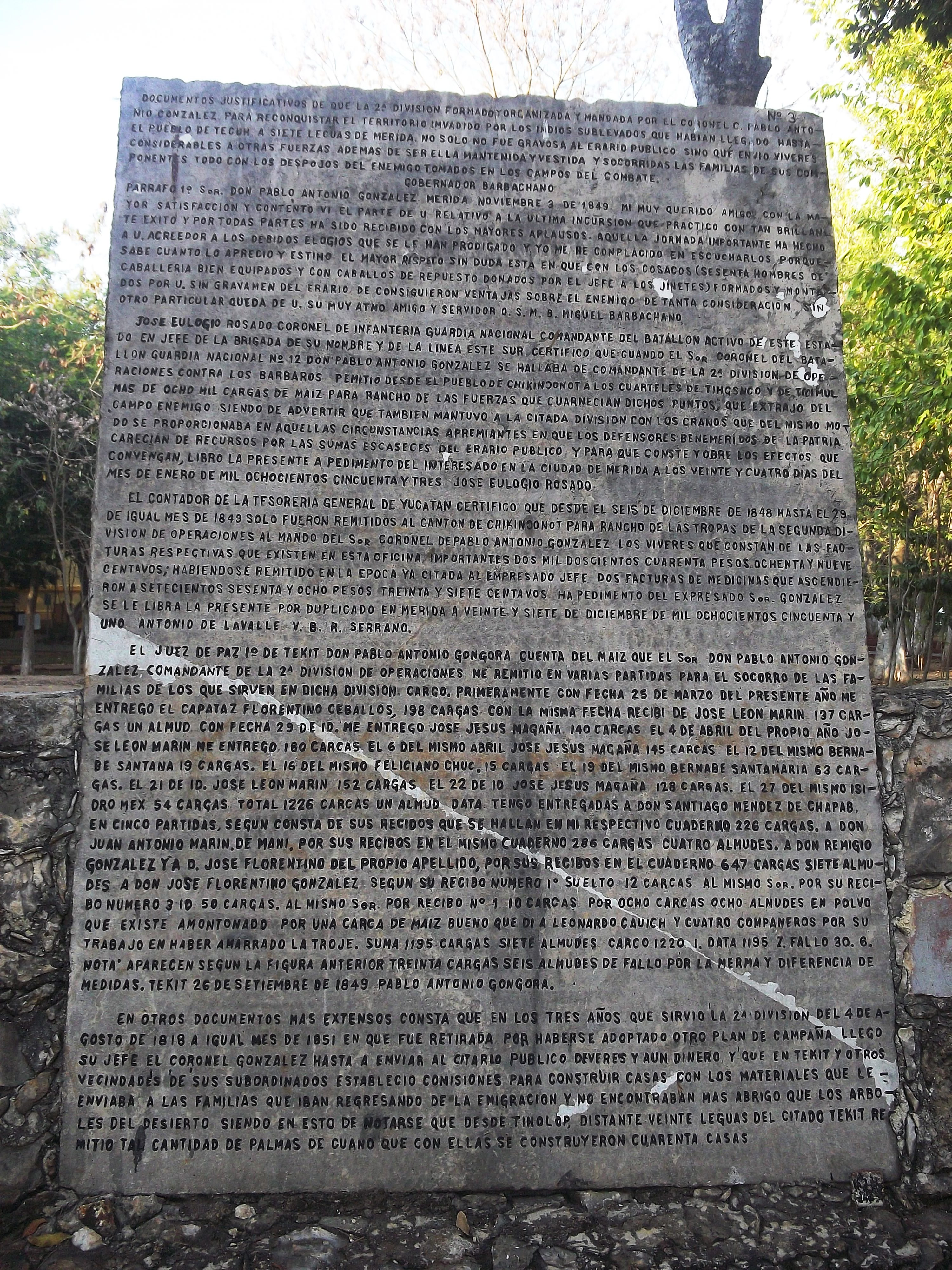
Detalle de piedra labrada en exhibición.
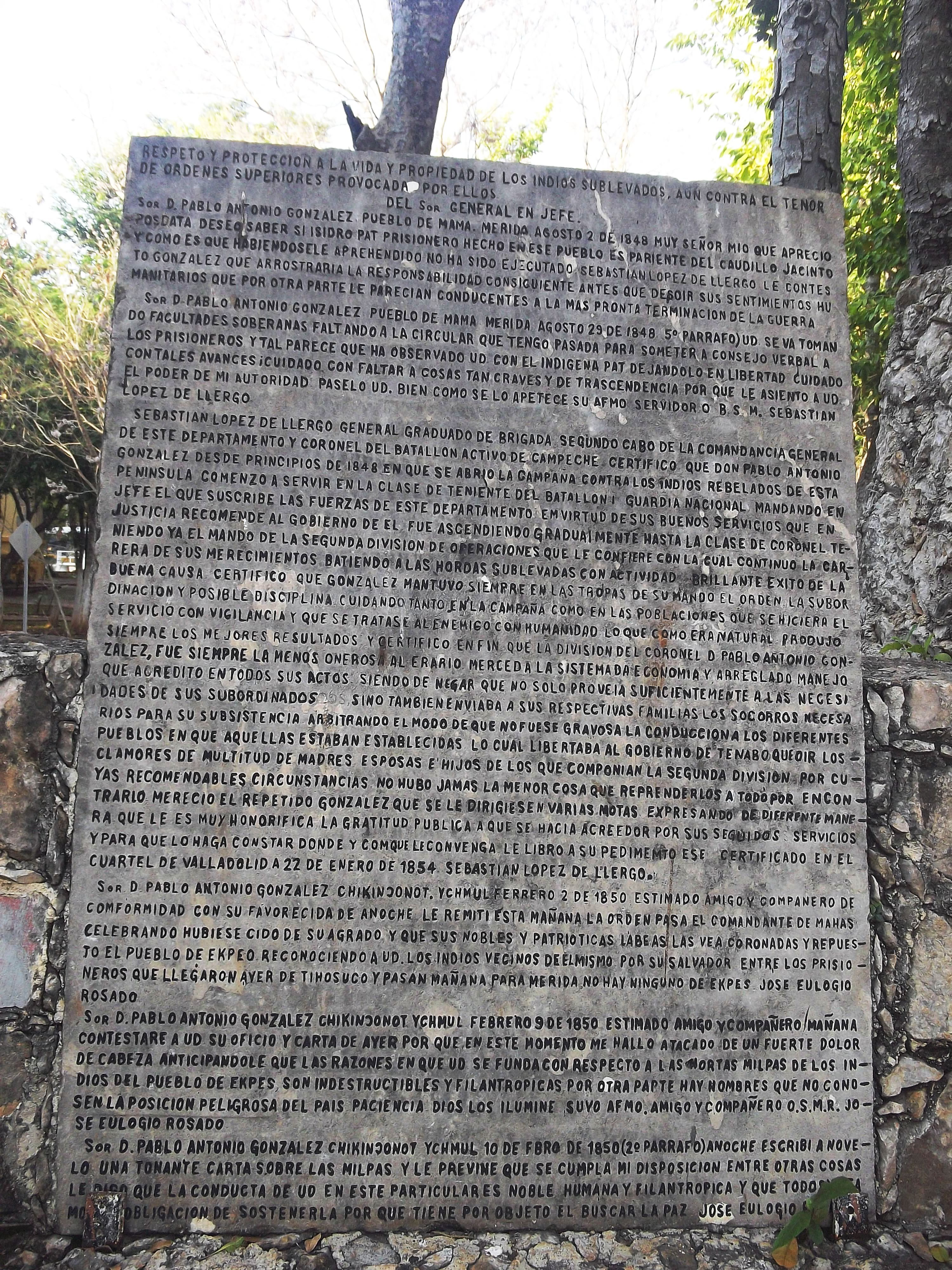
Detalle de piedra labrada en exhibición.
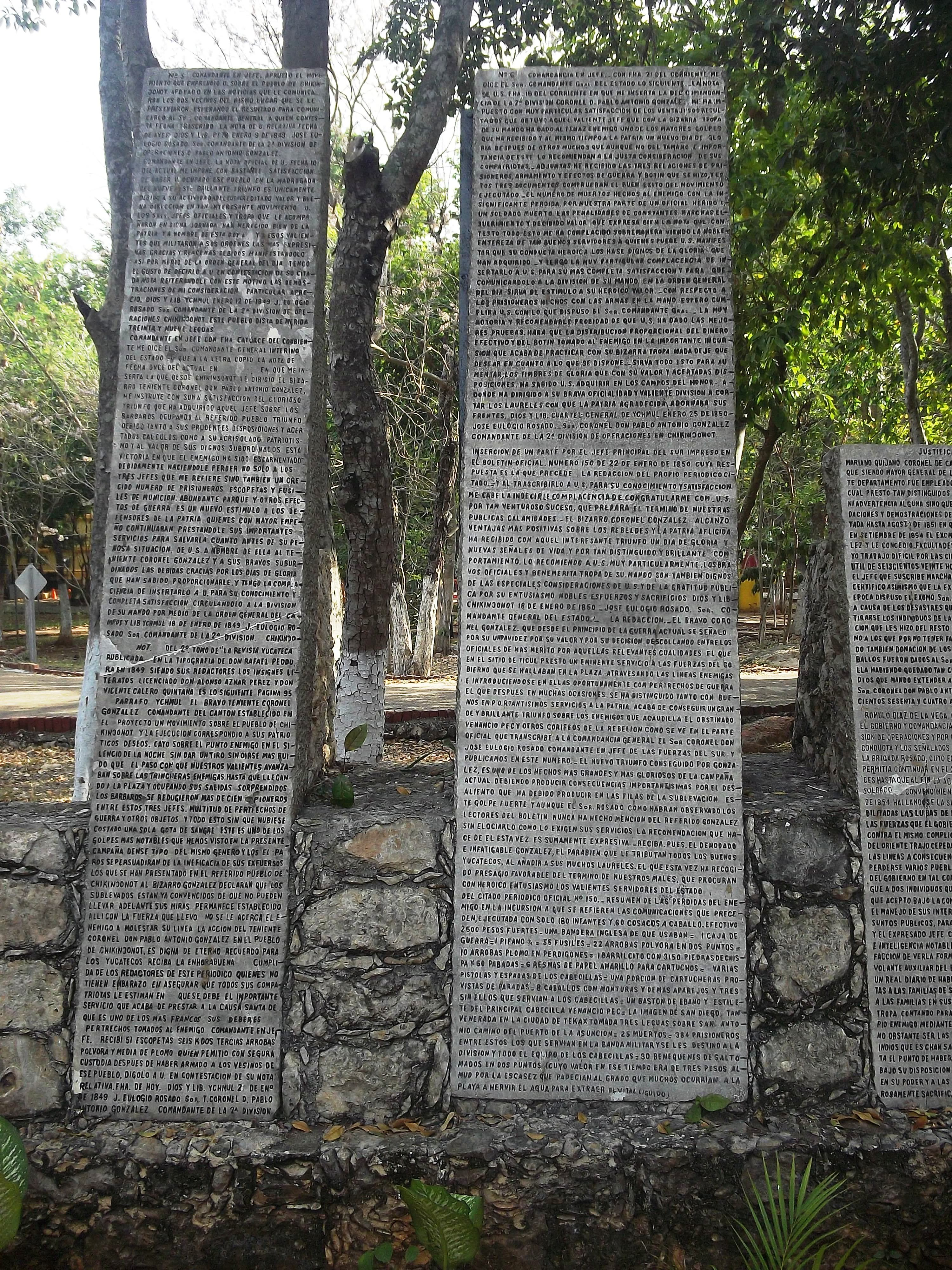
Detalles de piedras labradas en exhibición.
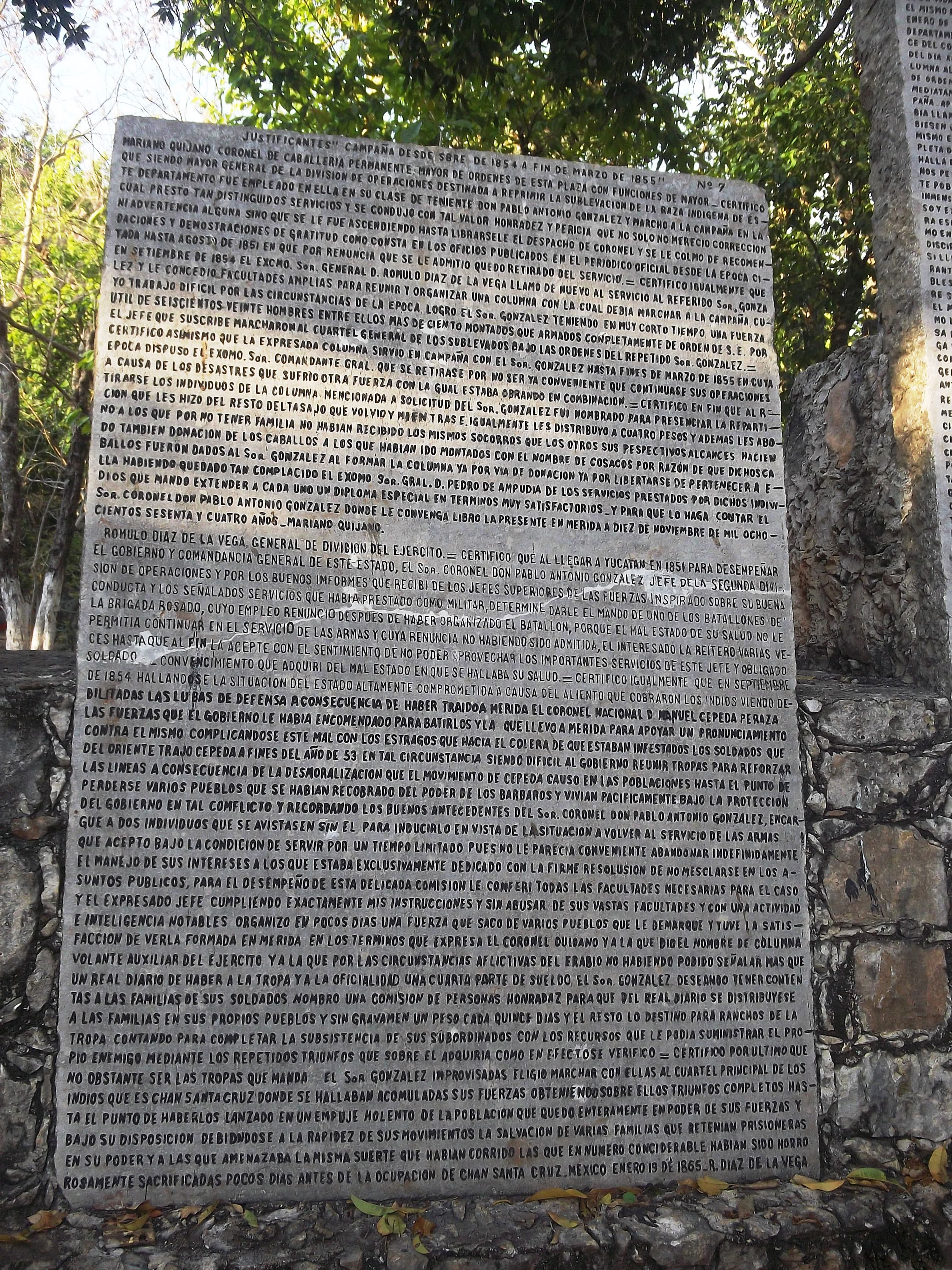
Detalle de piedra labrada en exhibición.
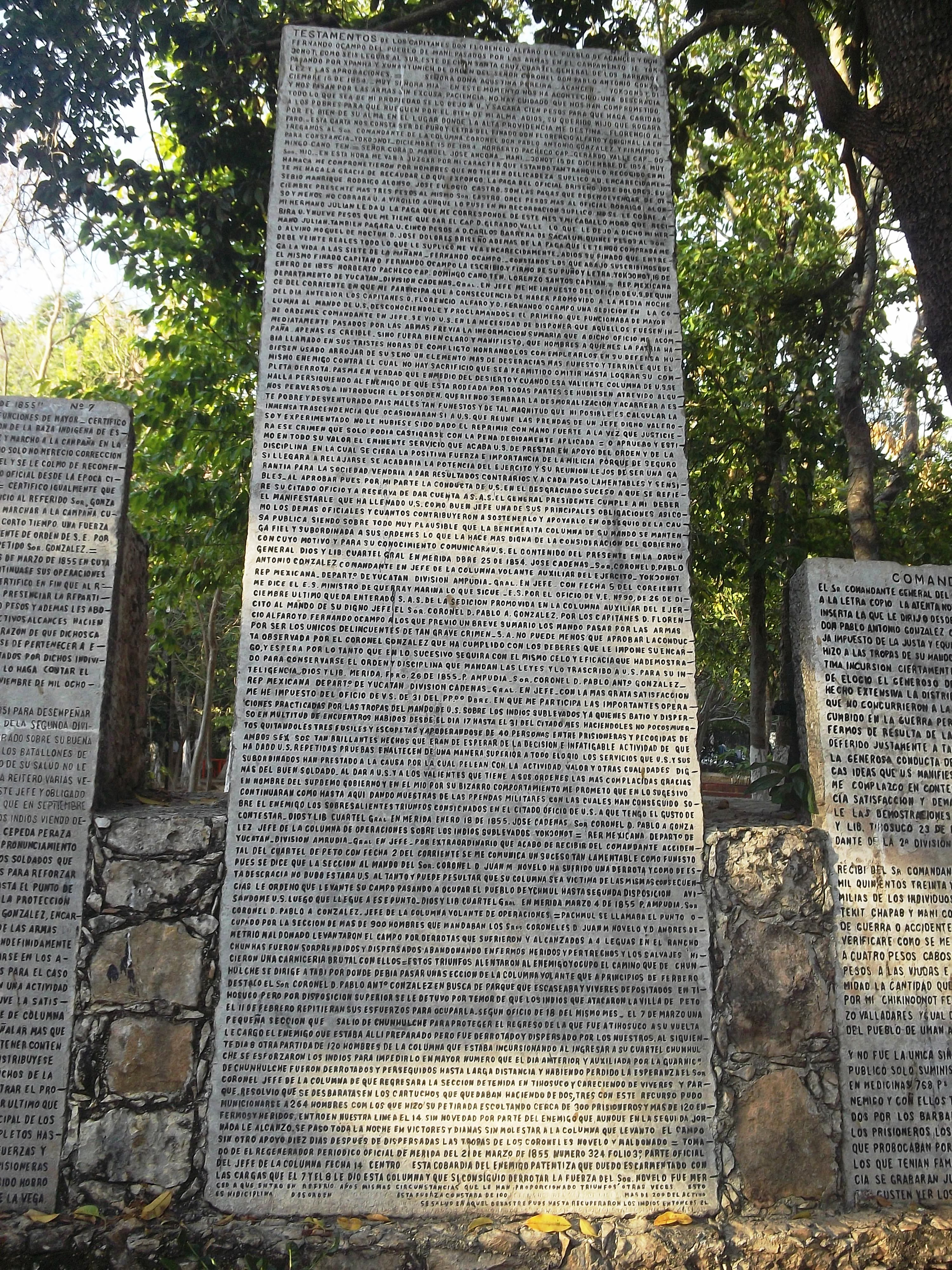
Detalle de piedra labrada en exhibición.
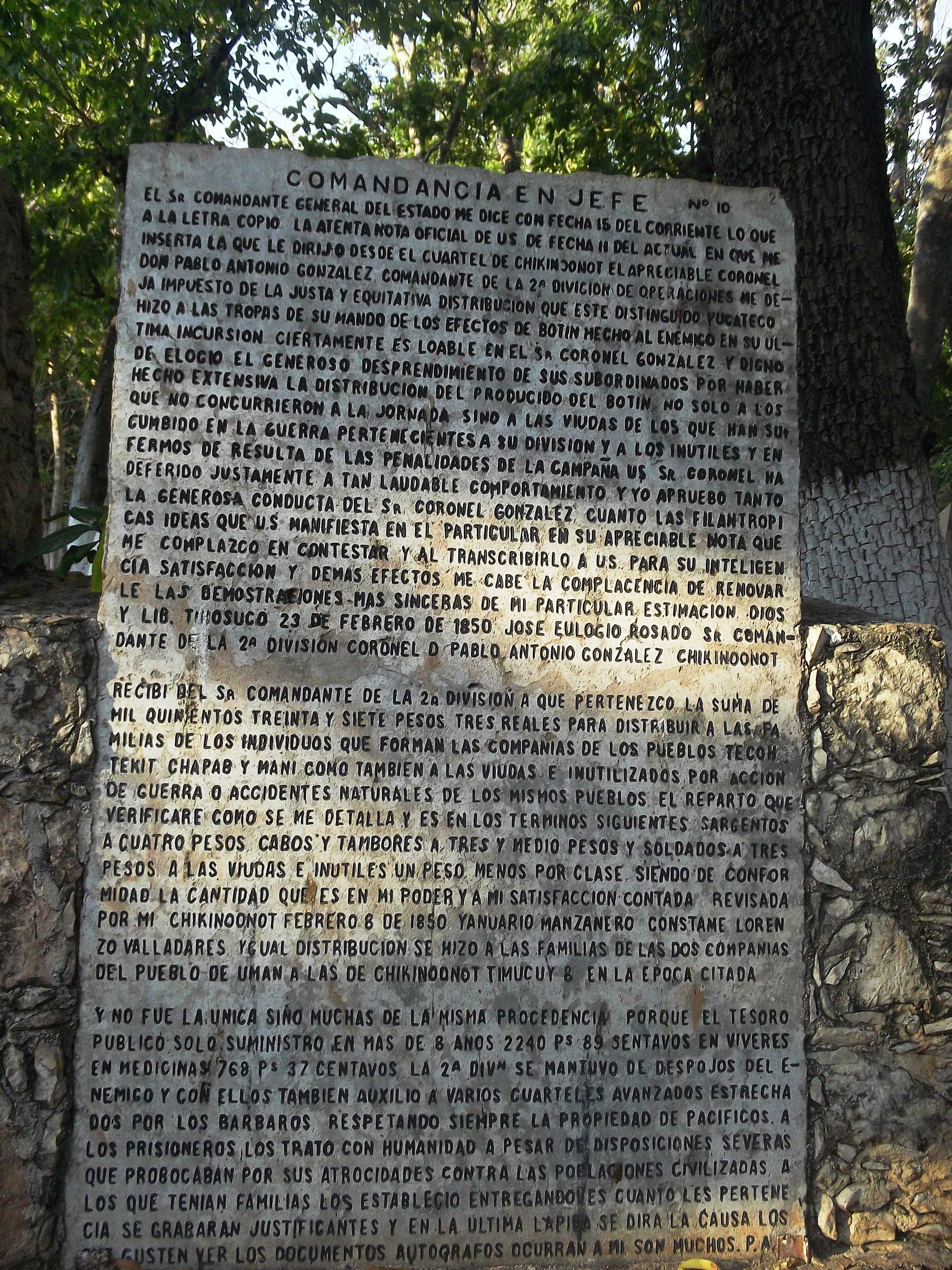
Detalle de piedra labrada en exhibición.
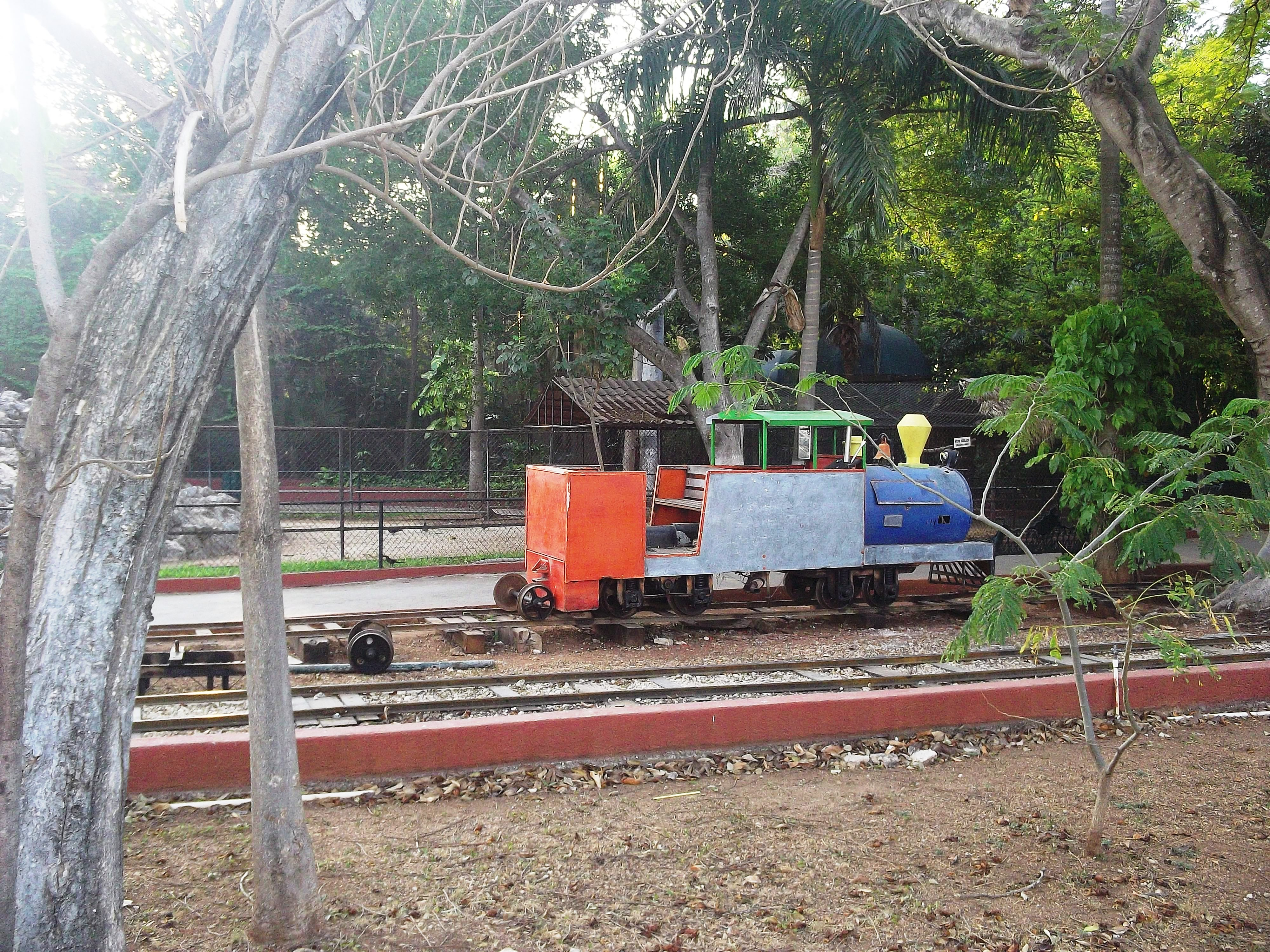
Locomotora del tren.
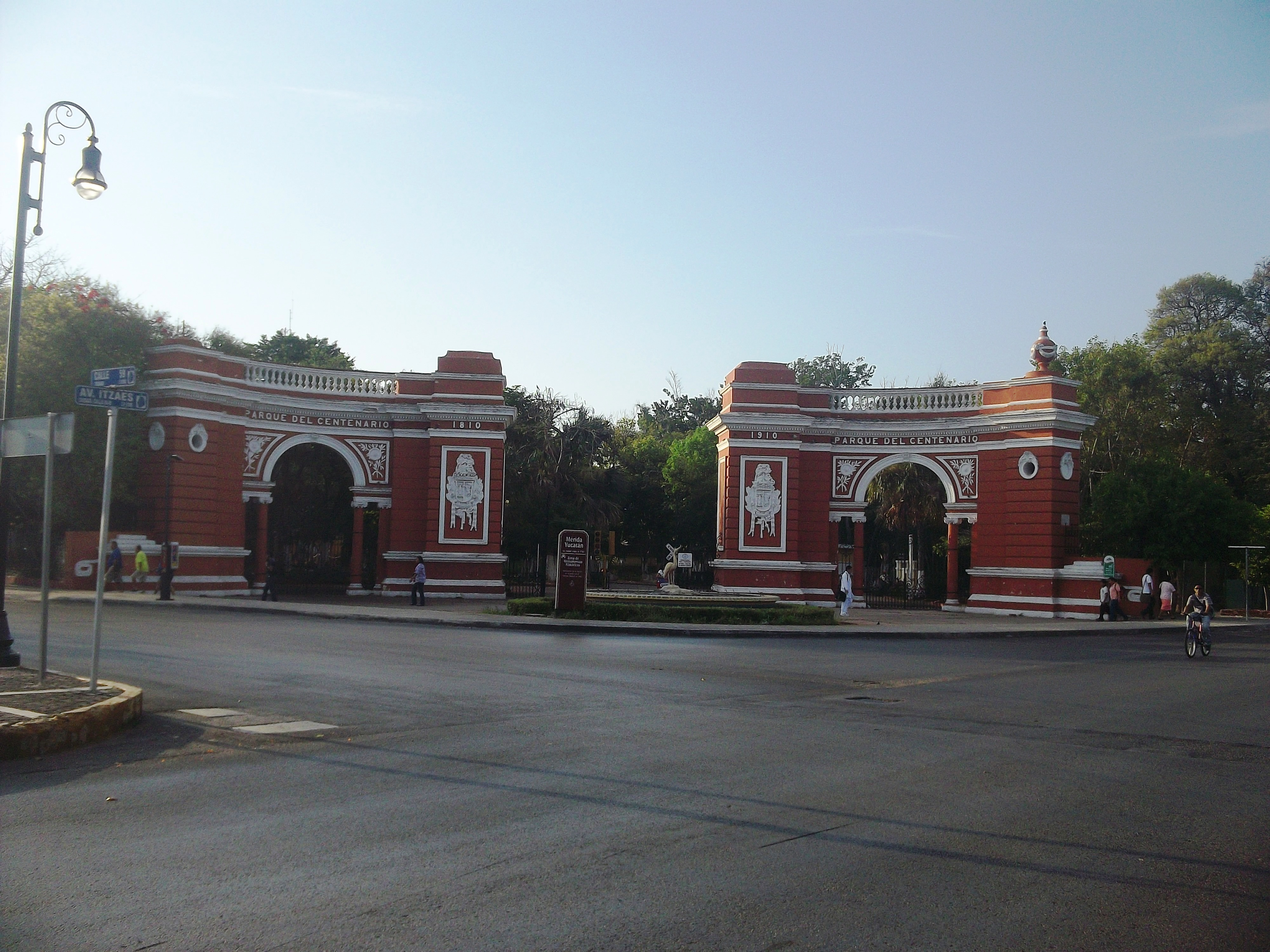
Nuevo tren del centenario año 2000
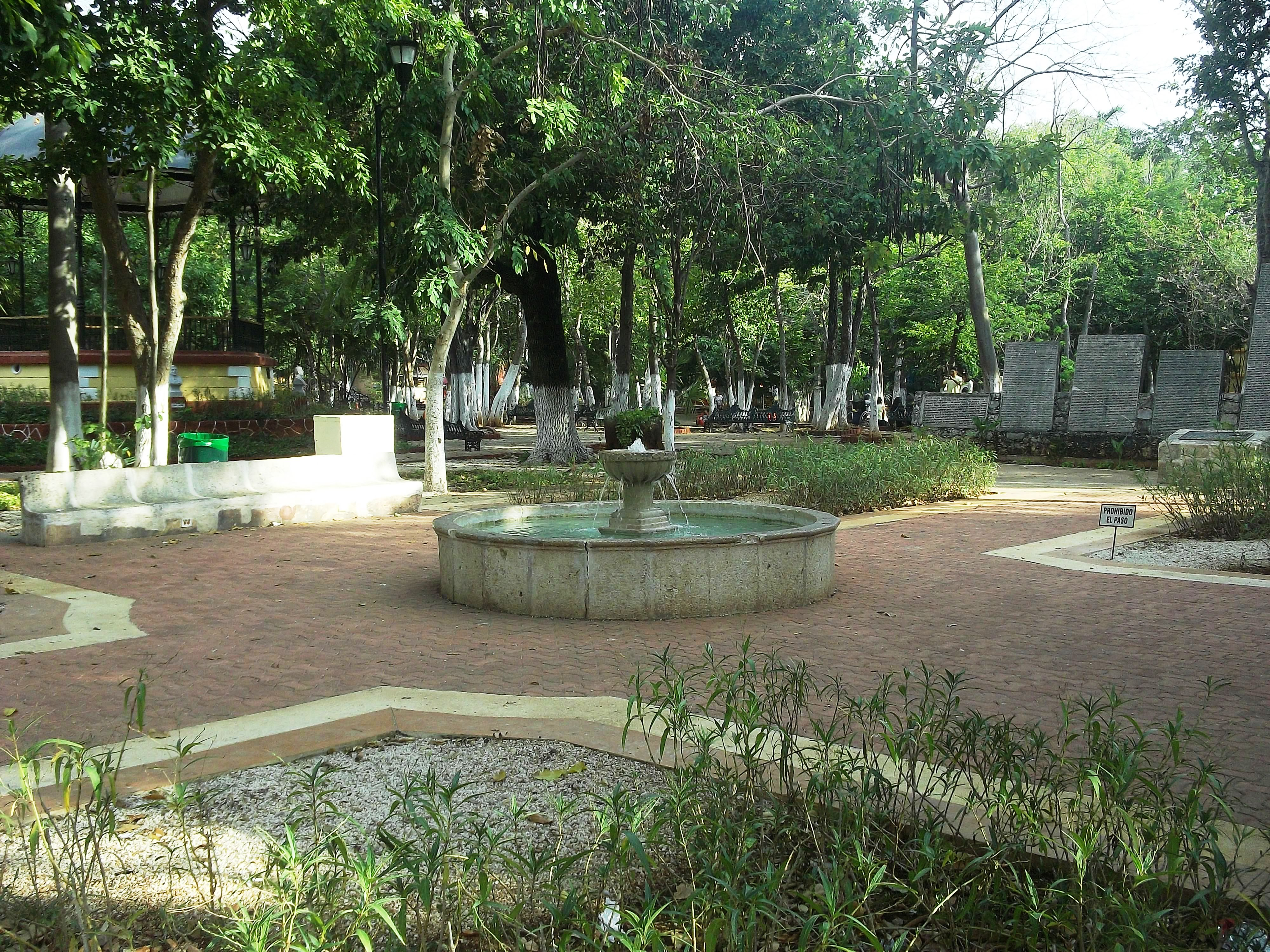
Fuente porfiriana.
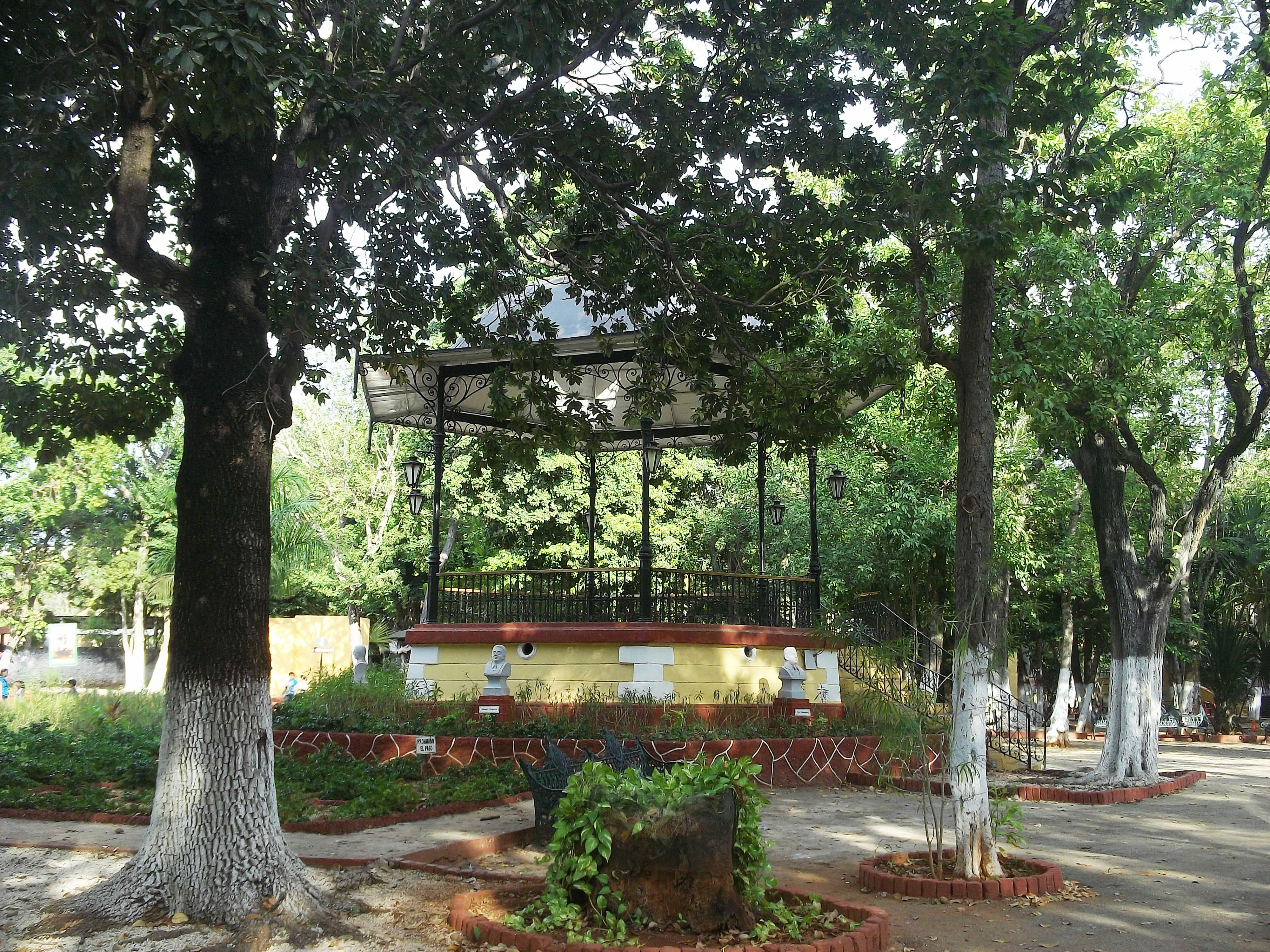
Quiosco.
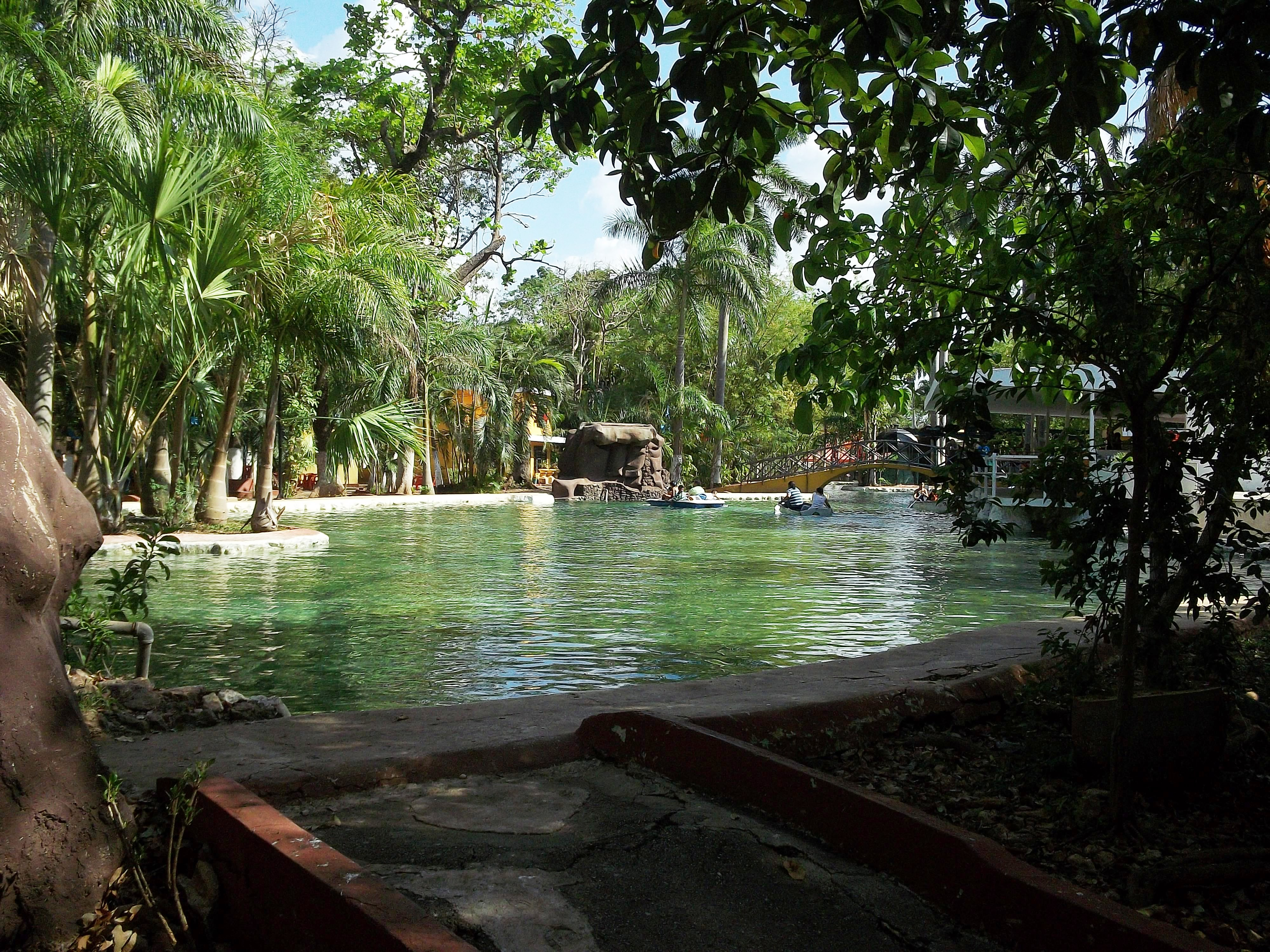
Lago.
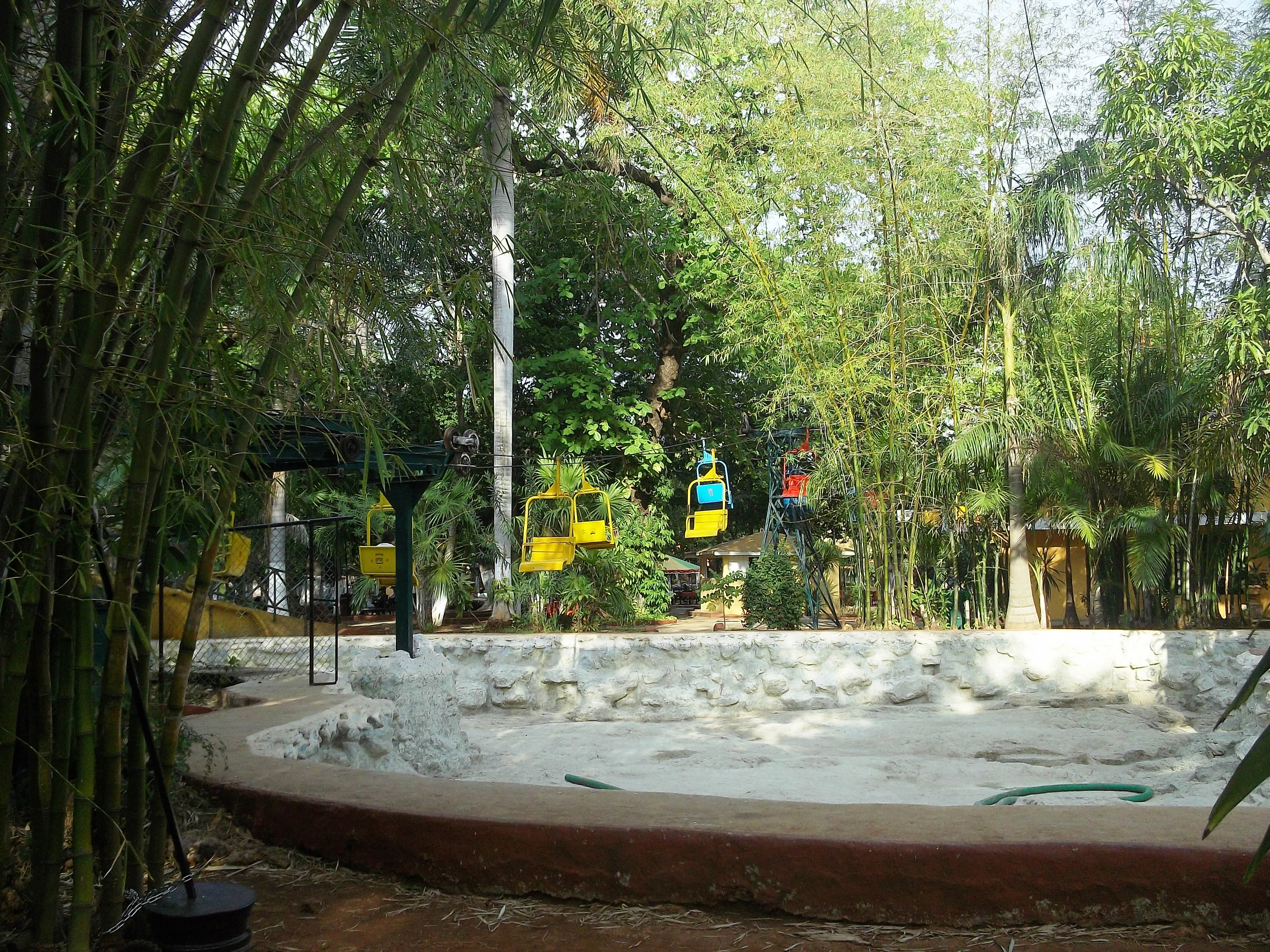
Lago y teleférico.
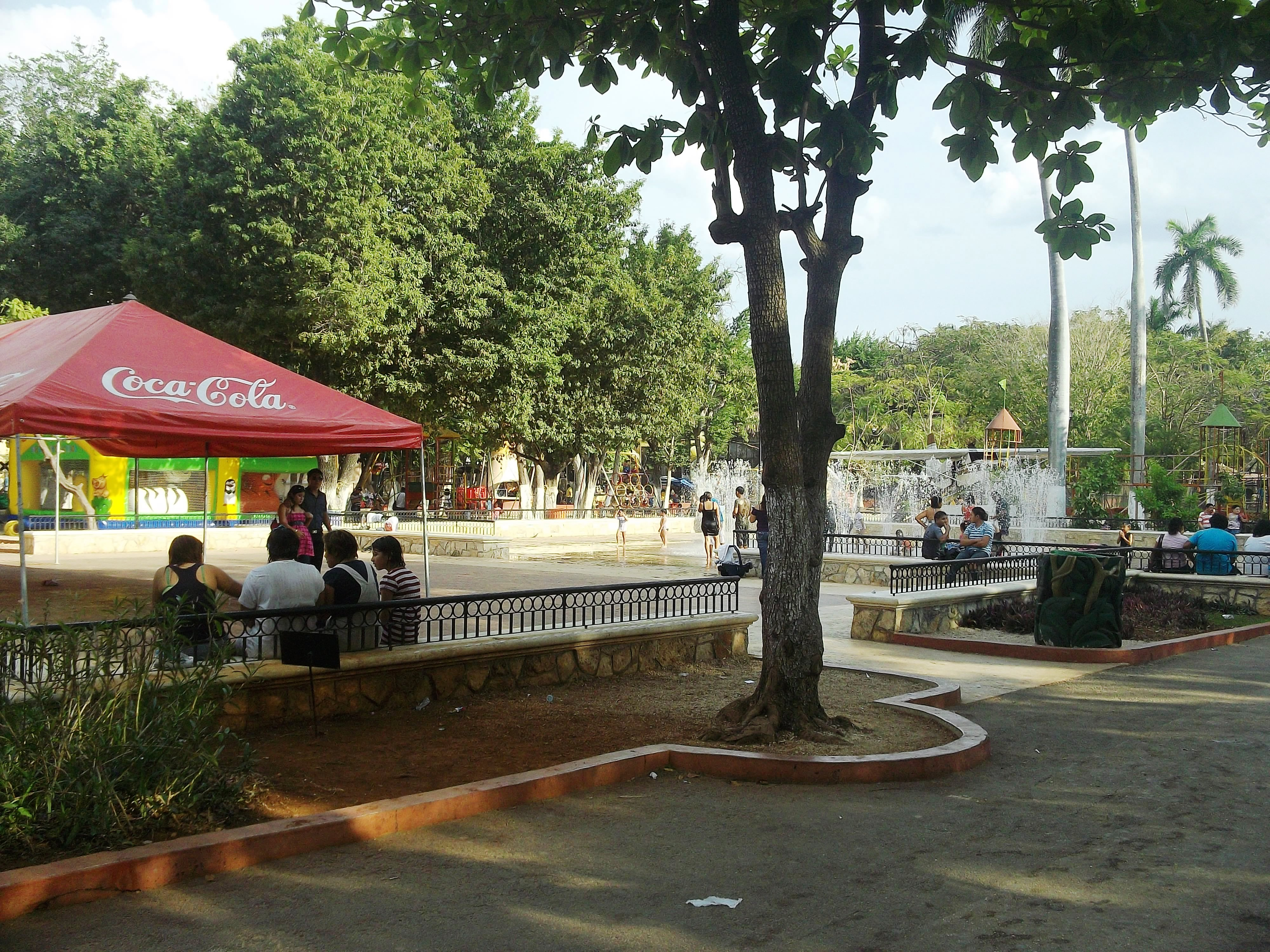
Parque interior.
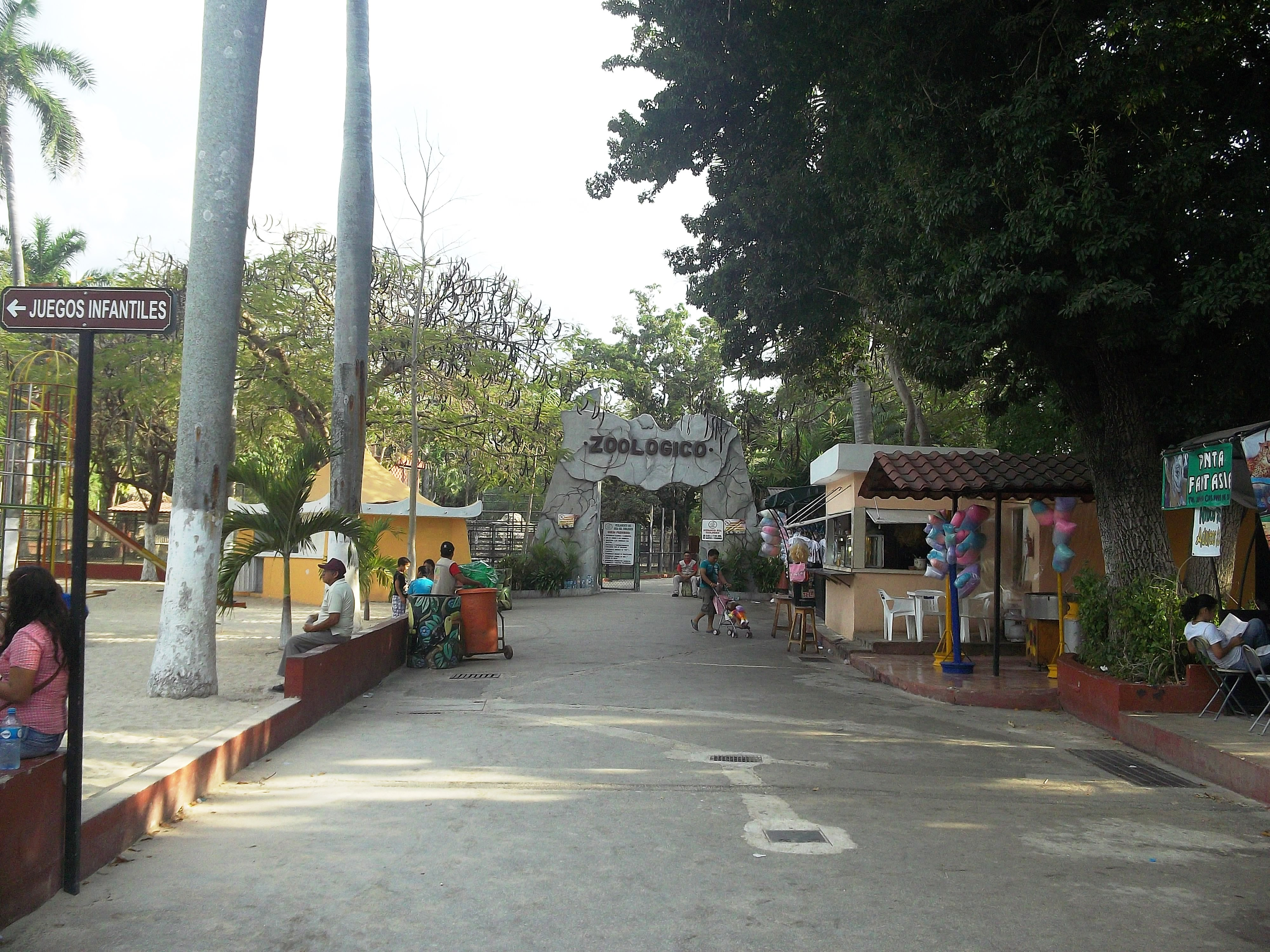
Entrada al zoológico.
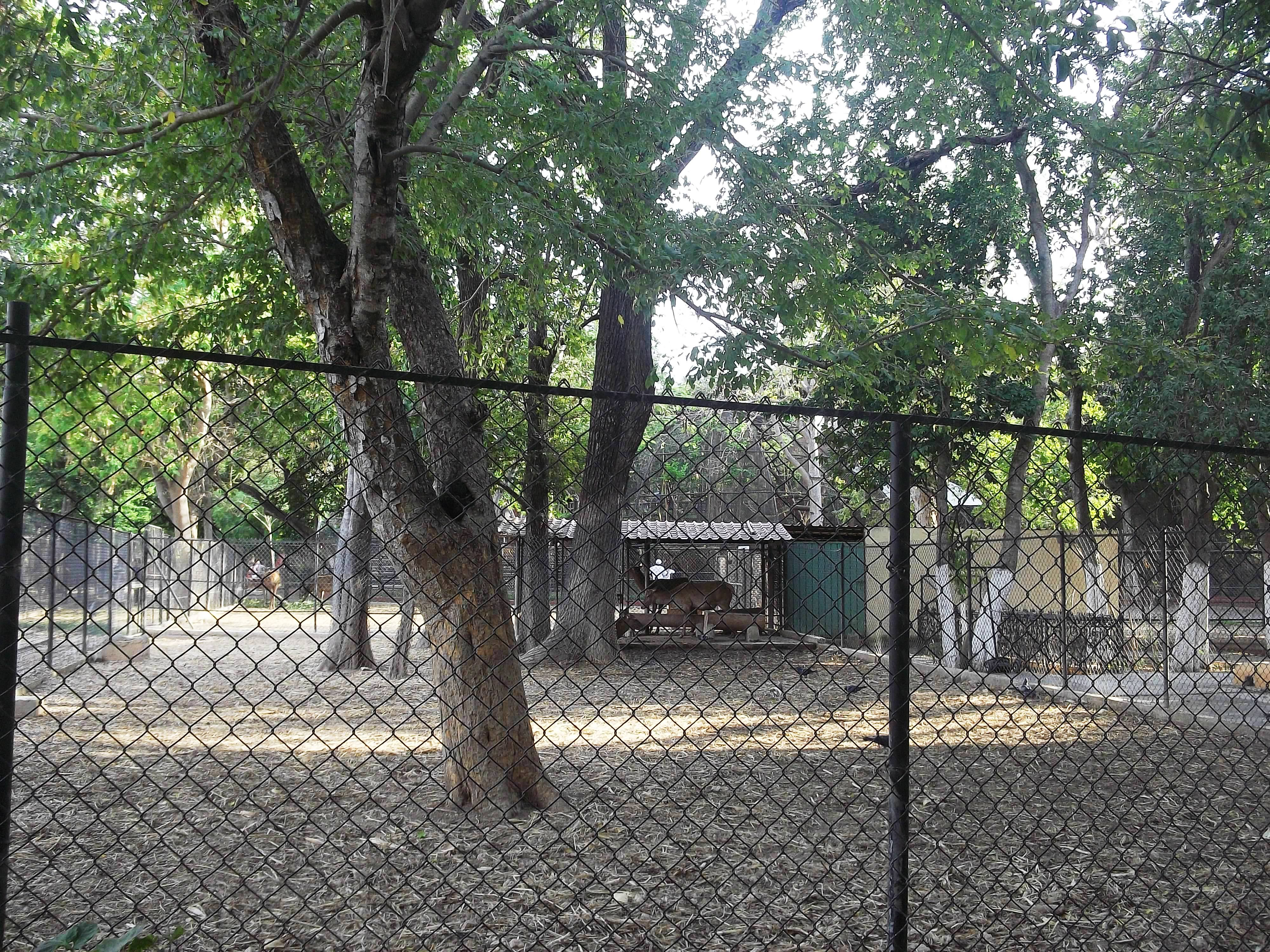
Sección del zoológico.
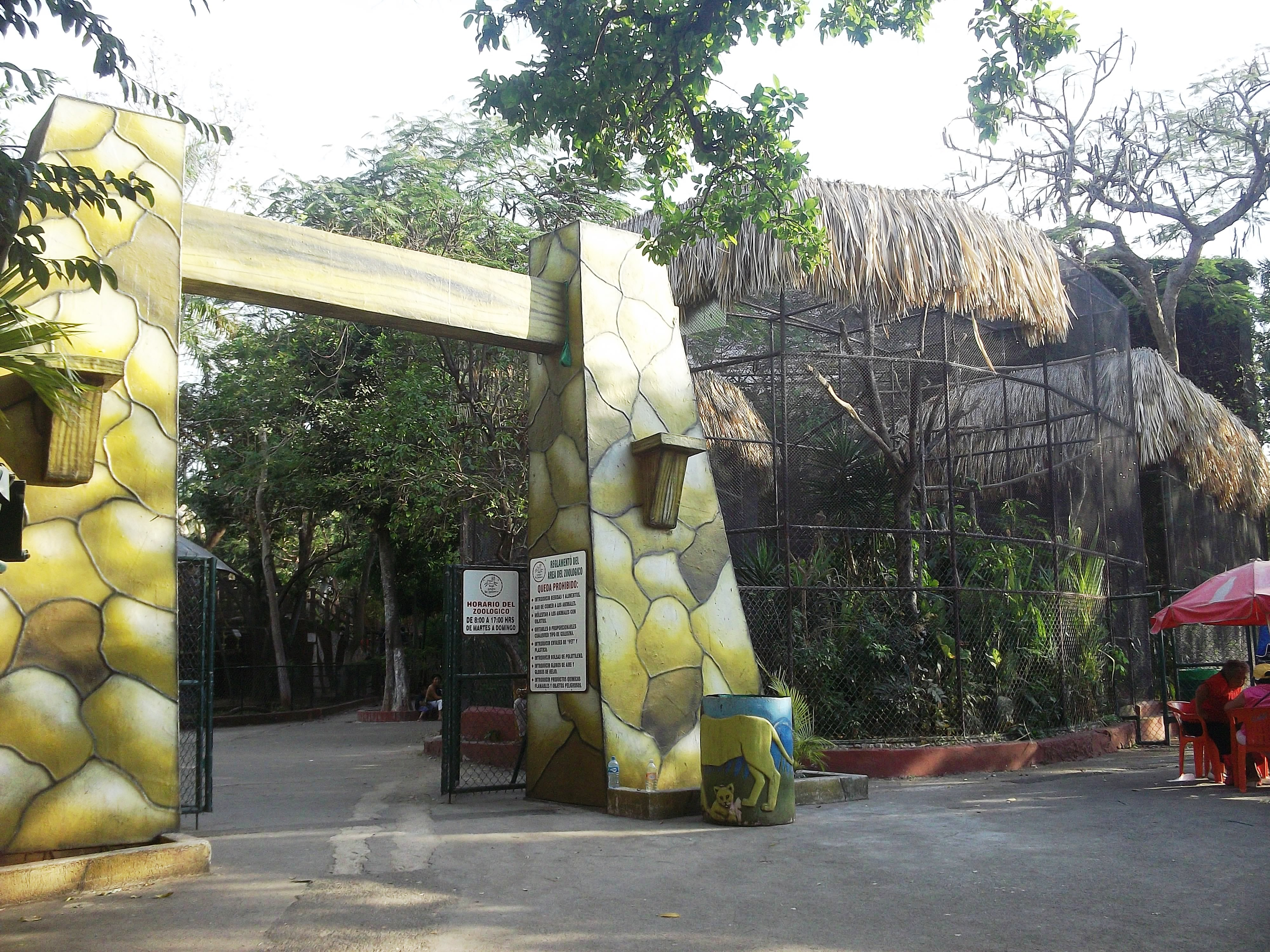
Entrada al aviario.
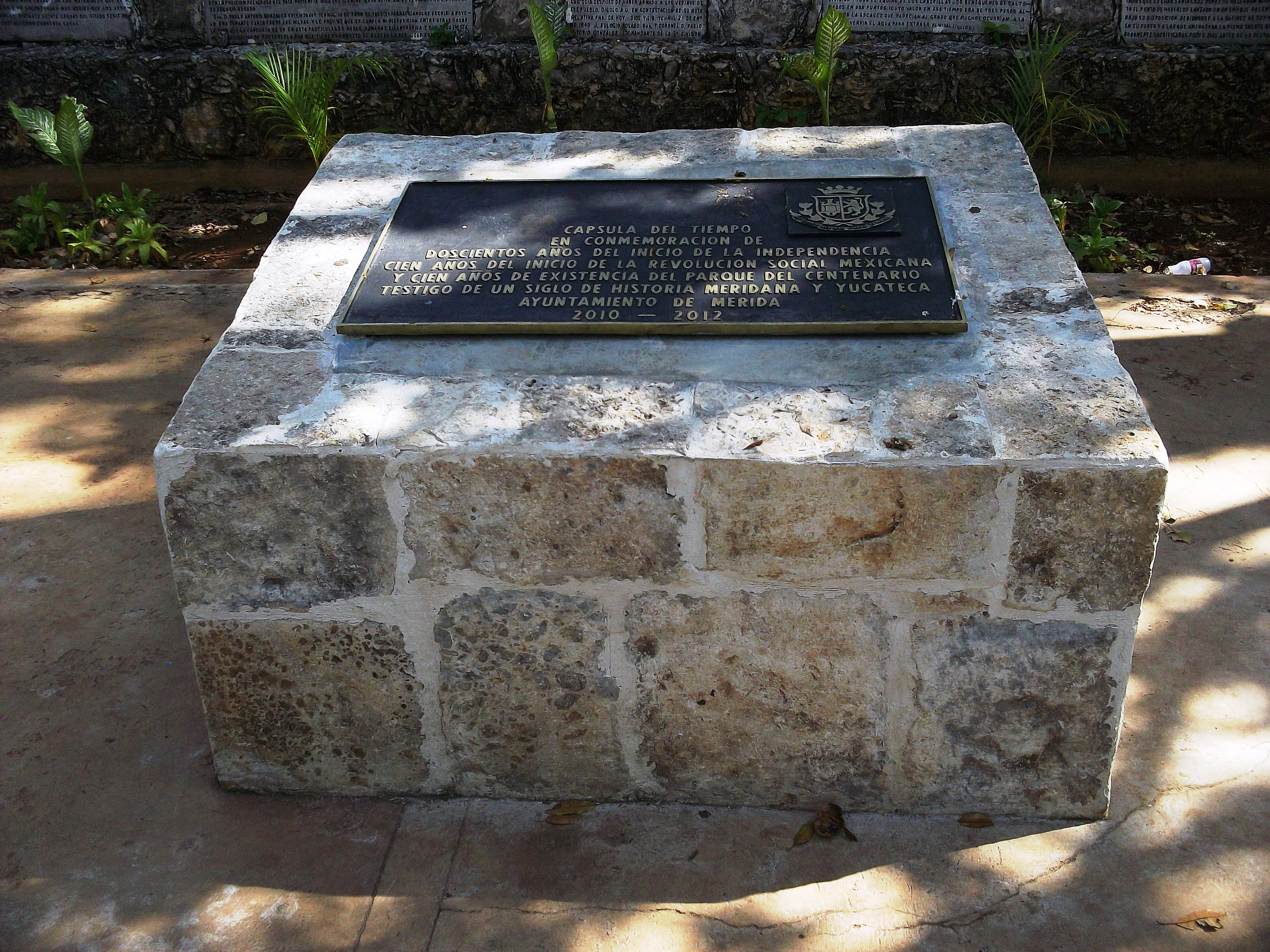
Cápsula de tiempo.
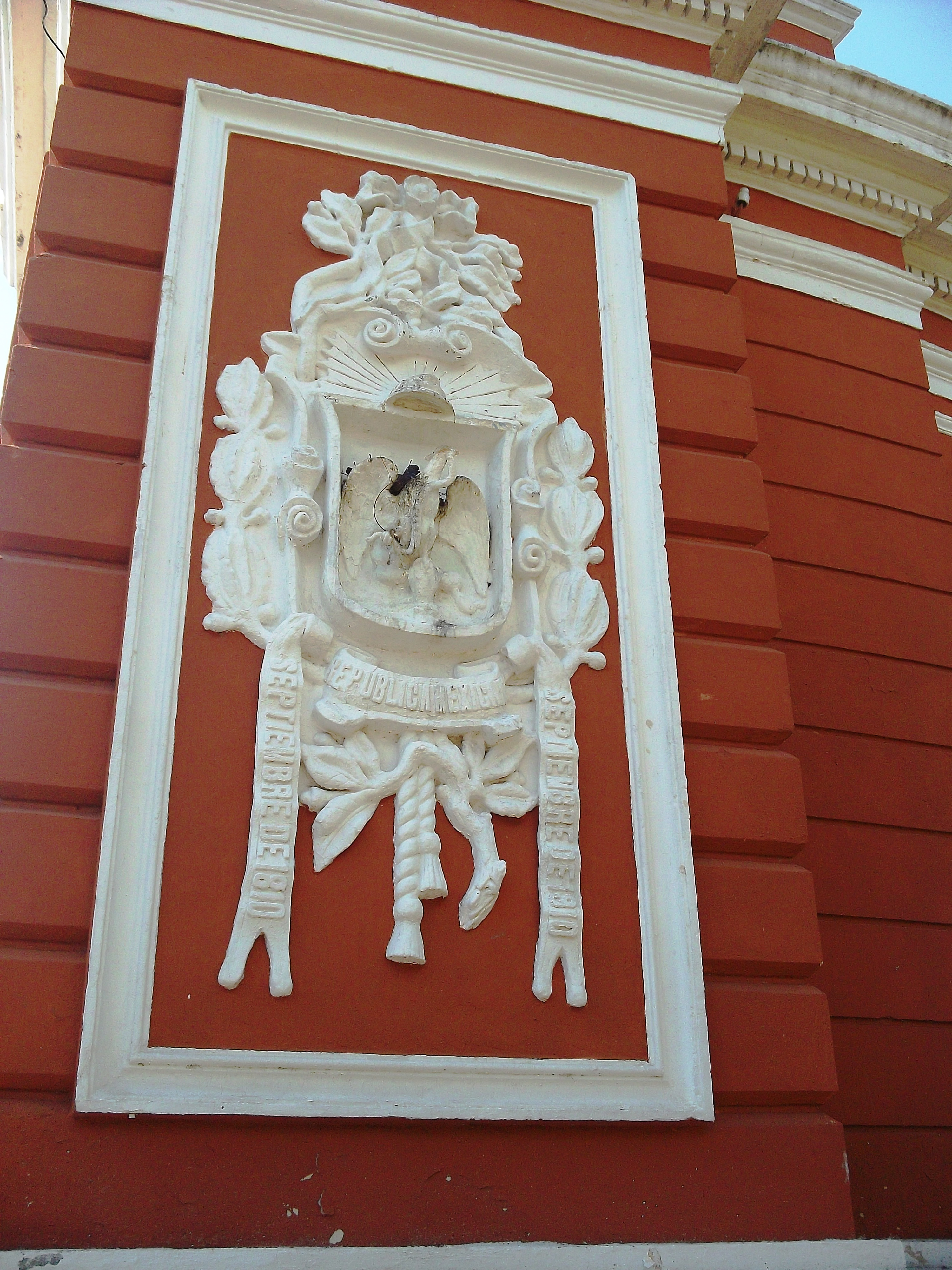
Escudo de México.
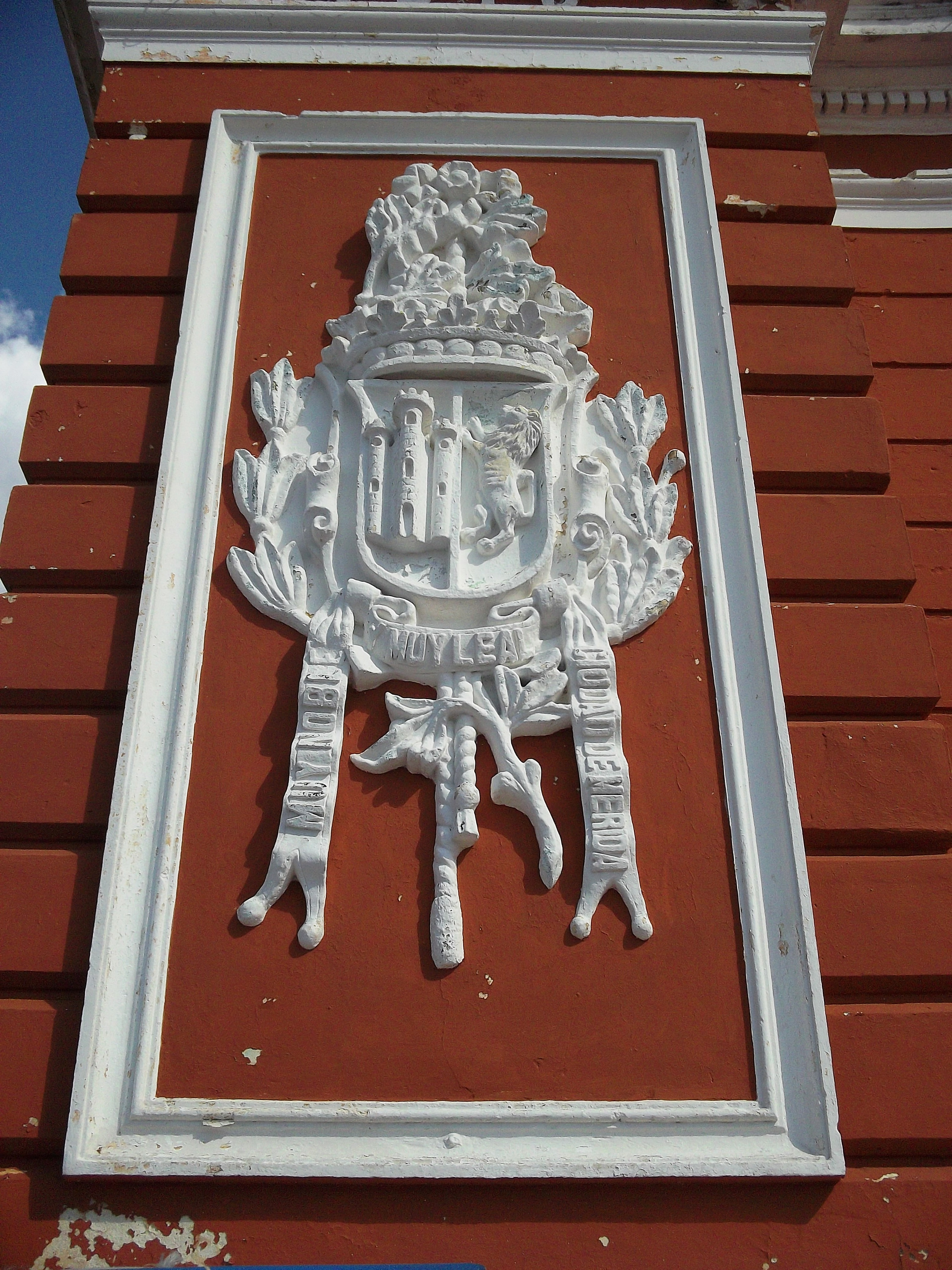
Escudo de Mérida.